# Nico van den Heuvel
Nicolaas Henricus Ludovicus (Nico) van den Heuvel (Huijbergen, 21 januari 1907 - Vught, 30 mei 1985) was advocaat, directeur van de Nederlandse Rooms-Katholieke Middenstandsbond in bisdom 's-Hertogenbosch en een Brabants politicus voor de Katholieke Volkspartij.
Nico van den Heuvel was een zoon van lagereschoolhoofd Govert van den Heuvel en Maria Catharina van der Westen. Na het Katholieke Gymnasium Augustinianum in Eindhoven studeerde hij Nederlands recht aan de Rijksuniversiteit Leiden (tot 1934) en promoveerde hij cum laude in de rechtsgeleerdheid aan de Katholieke Universiteit Nijmegen in 1946. Hij trouwde in 1935 te Woensdrecht met Anna Cornelia Maria Daverveldt, met wie hij zeven kinderen kreeg.
Tussen 1935 en 1945 was Van den Heuvel advocaat en procureur in 's-Hertogenbosch, waarna hij directeur werd van de NRKM in bisdom 's-Hertogenbosch, wat hij in ieder geval tot 1970 zou blijven. Tussen 1948 en 1971 was hij namens de KVP lid van de Tweede Kamer der Staten-Generaal en tussen 1953 en 1966 daarnaast ook fractievoorzitter in de Bossche gemeenteraad.
In de Kamer hield Van den Heuvel zich vooral bezig met middenstand, economische zaken (prijzen, economische ordening), goederenvervoer, waterstaat (watersnood) en justitie. Zo was hij voorzitter van de vaste Kamercommissie voor de middenstand (1952-1971) en de vaste Kamercommissie voor Verkeer en Waterstaat (juni-september 1963). Hij was in 1957 een van de woordvoerders van zijn fractie bij de behandeling van de Deltawet (hij behoorde uiteindelijk tot de minderheid van zijn fractie die tegen stemde wegens vermeende strijdigheid met de Grondwet), en was in de daaropvolgende jaren ondervoorzitter van de (bescheiden) vaste commissie voor Deltazaken. Tussen 1963 en 1967 was hij voorzitter van die commissie.
Van den Heuvel is benoemd tot Ridder in de Orde van de Nederlandse Leeuw (1959), Officier in de Orde van Oranje-Nassau, Commandeur in de Orde van Sint-Gregorius de Grote en vanwege zijn betrokkenheid bij het Rijn-Scheldeverdrag werd hij in 1966 benoemd tot Commandeur in de Kroonorde van België.